# 독립기념일 (폴란드)

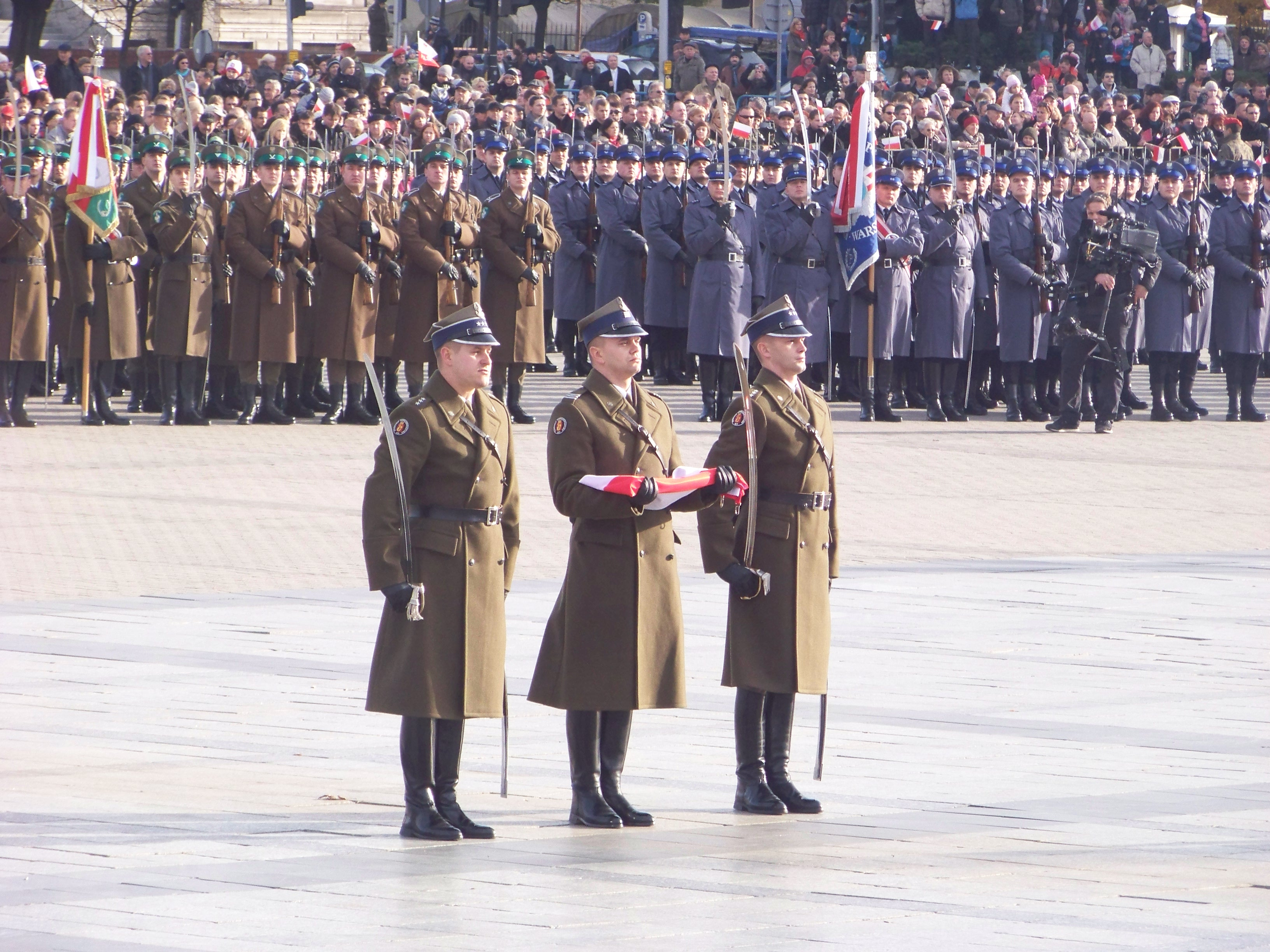

폴란드 독립기념일은 오스트리아, 독일, 러시아에 의해 분할된 지 123년 후인 1918년 11월 11일에 국가로서의 지위를 회복한 날로 폴란드의 공휴일이다.

## 역사
1937년에 독립 기념일이 제정되었고 제2차 세계대전 전에는 기념식이 두 번 행해졌다. 폴란드 인민 공화국 (PRL) 때에는 국경일이 폴란드 민족 해방 위원회가 친소 세력으로 임시 정부 구성을 마치고 폴란드 민족에게 고하는 성명서를 발표한 7월 22일로 옮겨지기도 했다.

## 같이 보기
- 폴란드 분할